# Sylvain Garant

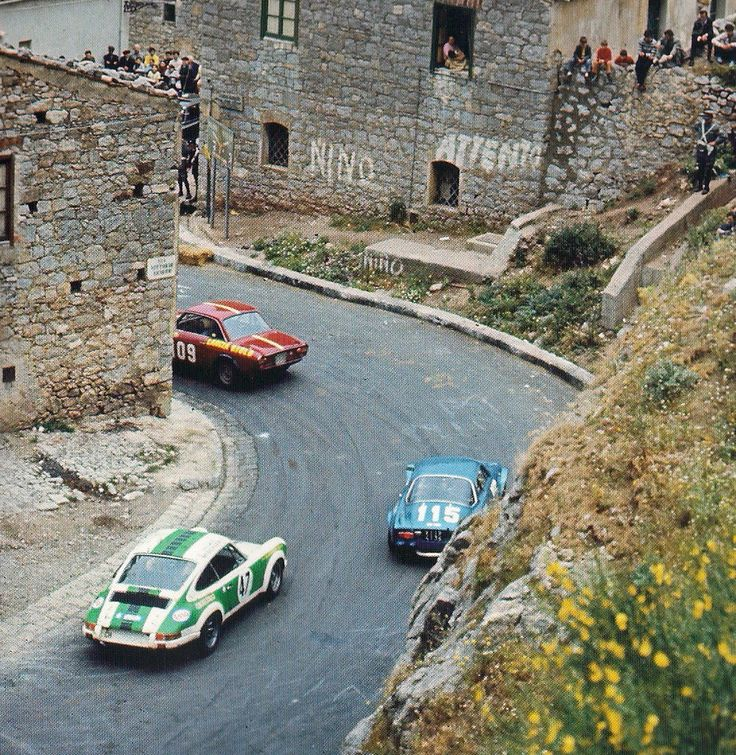
Der Porsche 911S (#47) von Pierre Greub und Sylvain Garant bei der Targa Florio 1971

Sylvain François Ernest Garant (* 29. Juni 1925 in Palaiseau; † 6. Juni 1993 in Clearwater) war ein französischer Rallye- und Rundstrecken-Rennfahrer.

## Karriere im Motorsport
Sylvain Garant begann seine Karriere zu Beginn der 1960er-Jahre als Rallye-Fahrer und wechselte 1962 auf die Rundstrecke. Seinen ersten Erfolg feierte er im selben Jahr beim Großen Preis von Albi auf dem Circuit des Planques, als er auf einem Jaguar E-Type hinter Henri Oreiller (Ferrari 250 GT SWB) und Edgar Berney (ebenfalls auf einem Ferrari 250 GT) Gesamtdritter wurde. Neben seinen regelmäßigen Einsätzen in der französischen Rallye-Meisterschaft feierte er weitere Erfolge auf der Rundstrecke. 1964 wurde er Dritter bei der Coupe du Salon und gewann ein Jahr später den Coupes de Vitesse. Beide Rennen fanden auf dem Autodrome de Linas-Montlhéry statt; Einsatzfahrzeug war in beiden Fällen ein Ferrari 250 GTO.
1968 ging er auf einem Porsche 911S der Scuderia Filipinetti in der Sportwagen-Weltmeisterschaft an den Start und fuhr deren Ferrari 250LM bei Sportwagenrennen ohne Weltmeisterschaftsstatus. Auf der Corvette C3 der Scuderia gab er im selben Jahr sein Debüt beim 24-Stunden-Rennen von Le Mans. Seine beste Platzierung in Le Mans, wo er viermal startete, war der 13. Gesamtrang 1972. Dieses Ergebnis, eingefahren mit Jürgen Barth und Michael Keyser im Porsche 911S, war der Sieg in der GTS-Klasse bis 2,5-Liter-Hubraum.
1969 wurde er Gesamtzehnter beim 24-Stunden-Rennen von Daytona und 1968 13. beim 12-Stunden-Rennen von Sebring.

## Statistik

### Le-Mans-Ergebnisse
| Jahr | Team                 | Fahrzeug           | Teamkollege        | Teamkollege    | Platzierung             | Ausfallgrund    |
| ---- | -------------------- | ------------------ | ------------------ | -------------- | ----------------------- | --------------- |
| 1968 | Scuderia Filipinetti | Chevrolet Corvette | Jean-Michel Giorgi |                | Ausfall                 | Unfall          |
| 1970 | Wicky Racing Team    | Porsche 911T       | Guy Verrier        |                | nicht klassiert         |                 |
| 1971 | Pierre Greub         | Porsche 911S       | Pierre Greub       |                | Ausfall                 | Getriebeschaden |
| 1972 | Louis Mezanarie      | Porsche 911S       | Jürgen Barth       | Michael Keyser | Rang 13 und Klassensieg |                 |

### Sebring-Ergebnisse
| Jahr | Team                 | Fahrzeug     | Teamkollege          | Platzierung | Ausfallgrund |
| ---- | -------------------- | ------------ | -------------------- | ----------- | ------------ |
| 1968 | Jean-Pierre Hanrioud | Porsche 911S | Jean-Pierre Hanrioud | Rang 13     |              |

### Einzelergebnisse in der Sportwagen-Weltmeisterschaft
| Saison | Team                                      | Rennwagen                      | 1   | 2   | 3   | 4   | 5   | 6   | 7   | 8   | 9   | 10  | 11  | 12  | 13  | 14  | 15  | 16  | 17  | 18  | 19  | 20  |
| ------ | ----------------------------------------- | ------------------------------ | --- | --- | --- | --- | --- | --- | --- | --- | --- | --- | --- | --- | --- | --- | --- | --- | --- | --- | --- | --- |
| 1964   | AGACI                                     | Ferrari 250 GTO                | DAY | SEB | TAR | MON | SPA | CON | NÜR | ROS | LEM | REI | FRE | CCE | RTT | SIM | NÜR | MON | TDF | BRI | BRI | PAR |
| 1964   | AGACI                                     | Ferrari 250 GTO                |     |     |     |     |     |     |     |     |     |     |     |     |     | DNF |     |     |     |     |     |     |
| 1967   | Robert Buchet Sylvain Garant              | Porsche 911 Ferrari 250LM      | DAY | SEB | MON | SPA | TAR | NÜR | LEM | HOK | MUG | BRH | CCE | ZEL | OVI | NÜR |     |     |     |     |     |     |
| 1967   | Robert Buchet Sylvain Garant              | Porsche 911 Ferrari 250LM      |     |     |     |     | DNF |     |     |     |     |     |     | DNF |     |     |     |     |     |     |     |     |
| 1968   | Jean-Pierre Hanrioud Scuderia Filipinetti | Porsche 911 Chevrolet Corvette | DAY | SEB | BRH | MON | TAR | NÜR | SPA | WAT | ZEL | LEM |     |     |     |     |     |     |     |     |     |     |
| 1968   | Jean-Pierre Hanrioud Scuderia Filipinetti | Porsche 911 Chevrolet Corvette | 18  | 13  |     | 12  | 17  |     |     |     |     | DNF |     |     |     |     |     |     |     |     |     |     |
| 1969   | Wicky Racing                              | Porsche 911                    | DAY | SEB | BRH | MON | TAR | SPA | NÜR | LEM | WAT | ZEL |     |     |     |     |     |     |     |     |     |     |
| 1969   | Wicky Racing                              | Porsche 911                    | 10  |     |     |     |     |     |     |     |     |     |     |     |     |     |     |     |     |     |     |     |
| 1970   | Wicky Racing Sylvain Garant               | Porsche 911                    | DAY | SEB | BRH | MON | TAR | SPA | NÜR | LEM | WAT | ZEL |     |     |     |     |     |     |     |     |     |     |
| 1970   | Wicky Racing Sylvain Garant               | Porsche 911                    |     |     |     | 21  | 17  | DNF |     | DNF | 18  | 18  |     |     |     |     |     |     |     |     |     |     |
| 1971   | Pierre Greub                              | Porsche 911                    | BUA | DAY | SEB | BRH | MON | SPA | TAR | NÜR | LEM | ZEL | WAT |     |     |     |     |     |     |     |     |     |
| 1971   | Pierre Greub                              | Porsche 911                    |     |     |     |     |     |     | 8   |     | DNF |     |     |     |     |     |     |     |     |     |     |     |
| 1972   | Louis Mezanarie                           | Porsche 911                    | BUA | DAY | SEB | BRH | MON | SPA | TAR | NÜR | LEM | ZEL | WAT |     |     |     |     |     |     |     |     |     |
| 1972   | Louis Mezanarie                           | Porsche 911                    |     |     |     |     |     | 13  |     |     |     |     |     |     |     |     |     |     |     |     |     |     |